# Eretismo
L'eretismo (dal greco erethízein, irritare), in medicina, è uno stato di aumentata eccitabilità, generalizzato o circoscritto.
In quanto tale si considera malattia psicogena. Esistono poi altre forme come quella cardiovascolare e quella mercuriale.

## L'eretismo mercuriale
L'eretismo mercuriale è un sintomo della sindrome da inalazione di mercurio, caratterizzata da eccessiva timidezza e fobia sociale. Questa era comune in Inghilterra tra i cappellai, poiché usavano il mercurio per la feltratura.

## L'eretismo cardiovascolare
L'eretismo cardiovascolare si verifica quando il cuore e i vasi arteriosi provocano battiti violenti che vengono di solito avvertiti da chi ne è affetto. La causa scatenante  può essere uno sforzo fisico, anche minimo, nei soggetti emotivi o nervosi. Una sindrome abbastanza simile all'eretismo cardiovascolare, ma dagli effetti più accentutati, si verifica quando esiste un'insufficienza aortica.

## L'eretismo tiroideo
Tra i sintomi psicosomatici dovuti ad un gozzo tiroideo può esservi l'eretismo. In questi soggetti si manifesta ipereccitabilità, cardiopalmo ed un senso di costrizione al collo non giustificato dalle dimensioni della ghiandola tiroidea (che invece quando supera certi limiti può causare costrizione vera e quindi dispnea).